# 1146
Високе Середньовіччя •  Золота доба ісламу •  Реконкіста •  Хрестові походи •  Київська Русь

## Геополітична ситуація
Візантію очолює Мануїл I Комнін (до 1180). Конрад III є королем Німеччини (до 1152), Людовик VII Молодий королює у Франції (до 1180).
Апеннінський півострів розділений: північ належить Священній Римській імперії, середню частину займає Папська область, більша частина півдня належить Сицилійському королівству. Деякі міста півночі: Венеція, Піза, Генуя тощо, мають статус міст-республік.
Південь Піренейського півострова в руках у маврів. Північну частину півострова займають християнські Кастилія, Леон (Астурія, Галісія), Наварра та Арагонське королівство (Арагон, Барселона). Королем Англії є Стефан Блуаський (Етьєн де Блуа, до 1154), триває громадянська війна в Англії 1135—1154. Королем Данії є Ерік III (до 1146).
Ізяслав Мстиславич почав княжити в Києві (до 1149). Новгородська республіка фактично незалежна. У Польщі період роздробленості. На чолі королівства Угорщина стоїть Геза II (до 1162).
На Близькому сході існують держави хрестоносців: Єрусалимське королівство, Антіохійське князівство, графство Триполі. Сельджуки окупували Персію та Малу Азію, в Єгипті владу утримують Фатіміди, у Магрибі Альмохади потіснили Альморавідів, у Середній Азії правлять Караханіди та Каракитаї. Газневіди втримують частину Індії. У Китаї співіснують держава ханців, де править династія Сун, держава чжурчженів, де править династія Цзінь, та держава тангутів Західна Ся. На півдні Індії домінує Чола. В Японії триває період Хей'ан.

## Події
- Після смерті Всеволода Ольговича великим київським князем став його брат Ігор Ольгович. Однак кияни прогнали його і запросили на княжіння Ізяслава Мстиславича з Переяслава.
- Перші згадки міст Путивль, Брянськ, Вологда, Єлець, Карачев, Мценськ, Зарайськ, Тула.
- Дощливе літо в Європі призвело до голоду.
- Великим князем Польщі проголосив себе Болеслав IV Кучерявий після того як брати прогнали Владислава. Спроба короля Німеччини Конрада III повернути Владиславу трон зазнала невдачі.
- Розпочалася підготовка до Другого хрестового походу.  Бернард Клервоський проповідував похід у Везле перед французьким королем Людовиком VII. Король вирішив піти в похід і взяти з собою дружину Елеонору. В Німеччині почалися єврейські погроми.
- Папа Євгеній III змушений покинути Рим, де встановилася Римська комуна на чолі з Арнольдом Брешіанським.
- Сицилійський король Рожер II захопив Триполі.
- Після зречення та смерті короля Еріка III Данію розділили між собою Кнуд V та Свен III. Важливою дієвою особою був герцог Вальдемар I.
- Тюркське плем'я берендеїв стало васалом Русі.
- Нур ад-Дін став атабеком  Алеппо.
- Шлюб імператора Мануїла Комніна з сестрою дружини німецького короля Конрада III.
- Альмохади взяли Фес у Північній Африці й висадилися на Піренейському півострові. Мусульманські еміри один за одним визнають їхню владу.

## Померли
- 14 вересня — Імад ад-Дін Зенгі, сельджуцький воєначальник.
- Ерік III (король Данії), король Данії.
- Всеволод Ольгович — князь Чернігівський.